# Жанакурлыс
Жанакурлыс (каз. Жаңақұрылыс) — село в Теренкольском районе Павлодарской области Казахстана. Входит в состав Жанакурлысского сельского округа. Код КАТО — 554847200.

## Население
В 1999 году население села составляло 229 человек (117 мужчин и 112 женщин). По данным переписи 2009 года, в селе проживало 148 человек (71 мужчина и 77 женщин).